# Centro Militar de Veterinaria de la Defensa
El Centro Militar de Veterinaria de la Defensa (CEMILVET) es el organismo de las Fuerzas Armadas españolas, dependiente de la Inspección General de Sanidad de la Defensa, a través de la Subinspección General de Apoyo Veterinario, que presta asistencia veterinaria a los animales de interés para la Defensa. Esta unidad también previene, informa y controla los riesgos procedentes de los animales, los alimentos y el medio ambiente; y de aspectos relacionados con la sanidad ambiental como el control de plagas y la prevención de legionelosis. Alberga los Laboratorios de Referencia de Seguridad Alimentaria y Sanidad Animal de la Defensa. 
El Centro Militar de Veterinaria, junto a las funciones que le son propias, apoya a los veterinarios militares de las Fuerzas Armadas destinados en otros establecimientos militares o misiones en el exterior. Al frente del mismo se encuentra un coronel veterinario. 

## Historia y organización
El CEMILVETDEF fue inaugurado en 1998 como sucesor del Centro Militar de Veterinaria del Ejército de Tierra (hasta 1987 Laboratorio y Parque Central de Veterinaria Militar). Su creación fue resultado de la integración de todos los sanitarios militares españoles en un único cuerpo nueve años antes. 
Este centro cuenta con los siguientes departamentos:
- Policlínica Veterinaria: Presta asistencia médica y quirúrgica a perros y caballos de interés para las Fuerzas Armadas y otros organismos con los que haya establecido convenios. Además atiende a mascotas del personal civil y militar del Ministerio de Defensa, realiza labores de docencia e investigación y lleva a cabo los reconocimientos a los animales recibidos por compra, donación o criados por las Fuerzas Armadas.

- Servicio de Bromatología Higiene y Seguridad Alimentaria: Posee el Laboratorio de Referencia    de Seguridad Alimentaria de las Fuerzas Armadas Españolas, en el que se analizan los alimentos consumidos por el personal militar.

- Servicio de Microbiología, Higiene y Sanidad Animal: Es responsable del control prevención y diagnóstico de enfermedades infectocontagiosas y parasitarias que afecten a los animales de interés militar. Su Sección de Análisis Clínicos, Parasitología y Epidemiología elabora informes para estudio tanto de poblaciones como enfermedades con los resultados obtenidos. Este departamento también se ocupa de las zoonosis (enfermedades que se transmiten de animales a humanos y viceversa), elabora vacunas de uso veterinario y se encarga del diagnóstico, control y estudio de la legionelosis en las Fuerzas Armadas. su laboratorio de Legionella analiza las muestras de agua procedente de las instalaciones de la Defensa para la detección de este agente patógeno.

- Unidad de Veterinario a Operaciones (UAVETOP): Proporciona servicios veterinarios a unidades del Órgano Central del Ministerio de Defensa que no cuenten con los suyos propios. Entre las tareas que realiza destacan las inspecciones de seguridad alimentaria, de control de legionelosis, labores de apoyo para control de plagas, coordinación del Sistema de Vigilancia Entomológica y formación y reciclaje de oficiales veterinarios. Es el punto de referencia de los oficiales veterinarios desplegados en operaciones con el Centro.

- Centro Militar Canino de la Defensa (CEMILCANDEF): El centro de adiestramiento canino y formación de Guías Caninos de las Fuerzas Armadas y de referencia para todo lo relacionado con el empleo del perro de trabajo en las FAS.